# Leucocroton moaensis
Leucocroton moaensis är en törelväxtart som beskrevs av Attila L. Borhidi och O.Muniz. Leucocroton moaensis ingår i släktet Leucocroton och familjen törelväxter.
Artens utbredningsområde är Kuba. Inga underarter finns listade i Catalogue of Life.